# Bestiario d'amore (album)
(Vinicio Capossela)
Bestiario d'amore è il secondo extended play del cantautore italiano Vinicio Capossela. L'EP, pubblicato il 14 febbraio 2020, giorno di San Valentino, è prodotto da La Cùpa e distribuito da Warner Music Italy.
L'opera si rifà al Bestiario d'amore di Richard de Fournival, scritto a metà del XIII secolo.

## Il disco
Con Bestiario d’amore Capossela porta a compimento il viaggio nel Medioevo fantastico iniziato con Ballate per uomini e bestie, l’album uscito a maggio del 2019.
Nella pagina dedicata all'album sul sito ufficiale dell'autore si legge:
Mostrare il proprio stato o nasconderlo, abitare l’incantesimo o romperlo, abbracciare la trasformazione o respingerla sono soltanto alcuni piccoli casi degli smisurati quesiti che lo stato febbrile pone.
Non potendo evitare l’amore lo celebreremo quindi in forma di bestiario usando tutte le allegorie che la natura animale offre. Per iniziare, ci rivolgeremo a una lettera scritta da un erudito del milleduecento, Richart de Fournival, e al suo bestiario d’amore.»
Le creature dei bestiari rappresentavano un ponte per raggiungere la zona più profonda e nascosta della natura umana, osservata attraverso lo specchio deformante, e dunque rivelatore, della vita animale. Ed ecco che gli animali che abitano le diverse canzoni di “Ballate per uomini e bestie” parlano di noi, dei nostri istinti, delle nostre fragilità, delle nostre paure e dei nostri desideri. Allo stesso modo, il Bestiario d'amore, combinando le favolose descrizioni naturalistiche dei Bestiari medievali e la fenomenologia dei comportamenti amorosi, tenta l’impossibile: dare vita a un trattato scientifico che descriva e decifri il più misterioso dei sentimenti, l’amore.
Il risultato è un’opera di grande originalità ed irresistibile ironia con la quale Vinicio Capossela si è divertito a giocare, trasformando il Bestiario in un poema musicale riccamente vestito grazie alla partecipazione della Bulgarian National Radio Symphony Orchestra arrangiata e diretta dal M° Stefano Nanni.
Ironia che traspare anche dal ruolo giocato dal canto nel poema di de Fournival. Infatti, nel corso del testo l'autore ammette come nonostante il suo canto migliorasse, il tentativo di conquistare la dama peggiorava e forse, proprio per questo motivo, rinuncia e affida il suo estremo bando a parole e immagini.
Pertanto Capossela si riferisce alla propria trasposizione musicale come a «un'impresa diversamente bizzarra e inutile, oltre che superstiziosamente pericolosa» e aggiunge:
Le canzoni ricavate dalle «liriche trobadoriche» sono La lodoletta, il cui testo è un adattamento curato da Vinicio Capossela tratto da Can dei la lauzeta mover di Bernart de Ventadorn, mentre la seconda è Canto all'alba, anch'essa riadattata da Capossela a partire da Reis glorios di Giraut de Bornelh. Entrambi gli autori originali sono due trovatori di ambito provenzale, operativi attorno al XII secolo.

## Formazione
- Vinicio Capossela - piano, voce
- Bulgarian National Radio Symphony Orchestra, diretta da Stefano Nanni
- Stefano Nanni - celesta, marimba, xilofono, percussioni
- Vincenzo Vasi - theremin, programmazione
- Davide Burani - arpa
- Peppe Frana - liuto, oud
- Giovannangelo De Gennaro - viella, traversiere
- Raffaele Tiseo - violino, viola, violoncello piccolo da spalla
- Andrea Lamacchia - contrabbasso

## Tracce
1. Bestiis opertūra – 1:43
2. Bestiario d'amore – 10:33
3. La lodoletta – 4:03
4. Canto all'alba – 3:24